# Centre technique régional de la consommation
Les Centres Techniques Régionaux de la Consommation (CTRC) et Structures Régionales Assimilées (SRA), sont des associations loi de 1901 qui regroupent, dans la plupart des régions économiques françaises les antennes départementales et régionales des associations de défense des consommateurs qui y adhèrent.

## Les missions des CTRC
Les CTRC et SRA sont des outils techniques au service des associations de défense des consommateurs agréées. Ils ont vocation à renforcer la capacité et l’efficience des acteurs de la protection des consommateurs, prévenir et résoudre les litiges en matière de consommation, et œuvrer à une société de consommation plus équitable et plus responsable.
Concrètement, les CTRC et SRA apportent aux associations locales, départementales et régionales, qui y adhèrent une assistance juridique, technique et documentaire (Formations, conseils juridiques, analyses des textes juridiques à jour). Ils les aident dans leur fonctionnement et leur développement grâce à une mutualisation des expertises et des actions communes.
Mais les CTRC et SRA de chaque région sont également en contact direct avec les consommateurs : ils les orientent vers les permanences des associations adhérentes de chaque département. Ils les informent également sur les droits de la consommation via leur site internet (newsletter mensuelle) ou par l’organisation d’actions, de conférences-débat, la participation à des salons et des foires...

## Structures et fonctionnement
Les CTRC et SRA sont des associations loi de 1901. Leurs adhérents sont les associations de défense de consommateurs agréées départementales ou régionales. Ils acquittent une cotisation annuelle (variable selon les CTRC). Selon les structures, le nombre d’associations adhérentes varie grandement, d’une dizaine pour de « petits » CTRC (Corse par exemple) à plus d’une cinquantaine pour les plus importants.
A l’échelle nationale, ces structures regroupent ainsi environ 400 associations locales de défense des consommateurs et emploient une quarantaine de salariés.
A ce titre, ils réunissent régulièrement leur conseil d’administration et les membres de leurs bureaux. Une assemblée générale annuelle rassemble leurs adhérents.
Depuis un arrêté de 2010, l’Institut National de la Consommation (INC) est chargé d’animer le réseau des CTRC et SRA, en les aidant à mutualiser certaines de leurs actions, en leur prêtant une assistance technique, et en leur délivrant, sur la base de conventions signées avec chaque structure, une aide financière.
Le financement des CTRC et SRA est assuré par :
-      Une subvention d’état, versée sur la base de conventions passées entre chaque CTRC et l’INC,
-      La cotisation des adhérents
-      D’éventuelles subventions d’autres instances publiques (collectivités territoriales…)
-      Des partenariats sur des projets financés par des acteurs régionaux ou nationaux (agences de l’eau, ADEME, Banque de France etc…)
Depuis la réforme régionale mise en application en janvier 2017, un certain nombre de CTRC a forgé des Unions. Ainsi en est-il de l’Union Aquitaine-Limousin-Poitou-Charente, de l’Union Occitanie, regroupant les CTRC Languedoc-Roussillon et Midi-Pyrénées, de l’Union Bourgogne-Franche-Comté et de l’Union Grand Est, regroupant les CTRC et SRA Lorraine et Alsace.
Actuellement, l’ensemble des régions françaises est couvert par un CTRC/SRA ou une Union, à l’exception des Pays de la Loire. On compte donc 12 structures pour l’ensemble du territoire.

## Les émissions télévisées des CTRC et SRA
Les CTRC et SRA produisent des émissions d’information des consommateurs, diffusées sur les antennes régionales de France 3.
Jusqu’en janvier 2016, ces émissions s’appelaient Flash-conso. Chaque CTRC et SRA produisait une série d’une quinzaine d’émissions par an, d’une durée chacune d’environ 1 minute et demie, multi-diffusées sur les antennes de France 3 de sa seule région. Ainsi, plus de 200 programmes étaient réalisés chaque année au global, mais les consommateurs d’une région n’avaient accès qu’à la quinzaine de programmes produits par son CTRC.
Ces émissions ont été remplacées depuis 2017 par « L’Instant Conso », qui sont des vidéos de 2 minutes diffusées de façon hebdomadaire sur les antennes régionales de France 3, entre 18h50 et 20h00. Chaque semaine, une même émission est ainsi diffusée sur l’ensemble des antennes régionales de France 3 avec une audience de plus de 2 millions de téléspectateurs (chiffres du 1er semestre 2019). Chaque émission présente un thème de consommation précis abordé tout d’abord par un angle régional, puis élargi avec des recommandations et des conseils sur l’échelle nationale. Chaque CTRC est responsable de la production de 4 à 6 émissions par an.

## Associations de défense des consommateurs agréées
Les associations nationales agréées de défense des consommateurs sont :
- ADEIC, Association de défense d'éducation et d'information du consommateur ;
- AFOC, Association Force ouvrière des consommateurs ;
- Leo Lagrange pour la défense des consommateurs ;
- CGL, Confédération générale du logement ;
- CLCV, Consommation Logement Cadre de vie ;
- CNL, Confédération nationale du logement ;
- CNFAC, Confédération Nationale des Associations Familiales Catholiques ;
- CNAFAL,Conseil national des associations familiales laïques ;
- CSF, Confédération syndicale des familles ;
- Familles de France ;
- Familles rurales ;
- FNAUT, Fédération nationale des associations d'usagers des transports ;
- INDECOSA CGT, Association pour l'information et la défense des consommateurs salariés CGT ;
- UFC Que Choisir, Union fédérale des consommateurs—Que choisir ;
- UNAF, Union nationale des associations familiales.

Les CTRC ou SRA travaillent en réseau avec l’Institut national de la consommation (INC).